# Конструктибилни бројеви
Конструктибилни бројеви су реални бројеви који могу у коначно много корака да се конструишу из јединичне дужи помоћу лењира и шестара.

## Објашњење
Дуж дужине a може да се конструише ако и само ако се број a ∈ R добија вишекратном применом операција сабирања, одузимања, множења, дељења и налажења квадратног корена природних бројева.

Сви рационални бројеви, као и део скупа ирационалних бројева, спадају у конструктибилне бројеве.
Прецизније речено, скуп конструктибилних бројева је подскуп скупа реалних алгебарских бројева.

Критеријум по којем се оређује да ли је неки број конструктибилан даје следећа теорема: ако је а садржан у алгебарском раширењу поља Q степена 2r, r ∈ N, онда је а конструктибилан.Нпр. √2 је конструктибилан јер је његов минимални полином x2-2 (минимални полином неког елемента а је полином најмањег степена чији је корен a).

Овај полином је другог степена па је Q [√2] квадратно раширење од Q, тј. |Q[√2] : Q| = 2 . Број 2 је степен двојке, што значи да је √2 конструктибилан. 

## Три проблема античке Грчке
Последица ове теореме је да чувена три проблема античке Грчке:
- Удвајања коцке (кнструкција ивице коцке дупло веће запремине од дате коцке)
- Трисекција угла (конструисање трећине датог угла)
- Квадратура круга (конструкција квадрата истепо вршине као задати круг)

За све конструкције могу се користити само лењир и шестар.